# Marina Tchebourkina
Marina Tchebourkina, in russo Марина Николаевна Чебуркина?, Marina Nikolaevna Čeburkina (Mosca, 1965), è un'organista concertista russa naturalizzata francese.
Oltre ad essere una specialista in musica francese per organo barocco, nonché dottoressa abilitata a dirigere le ricerche, la Tchebourkina è anche ambasciatrice, in Francia e all’estero, della musica russa per organo e dedicataria di opere di compositori russi contemporanei.

## Biografia
Marina Tchebourkina ha svolto gli studi superiori al Conservatorio di Stato Čajkovskij di Mosca (master 5 anni, 1984-1989) e ha conseguito due diplomi con lode: diploma di organo e diploma di musicologia (Summa cum Laude). Ha proseguito il percorso di organista (dottorato come concertista e dottorato di insegnamento) e di musicologa (dottorato di ricerca) al terzo ciclo superiore del Conservatorio di Stato Čajkovskij di Mosca (1989-1992), Summa cum laude. Tra i suoi professori: Galina Egiazarova, Leonid Roizman, Jurij Cholopov, Elena Sorokina, Jurij Bucko.
Dal 1992 al 1994, Marina Tchebourkina è stata borsista del governo francese. Ha approfondito le conoscenze stilistiche, in Francia e in Germania, con Marie-Claire Alain, Michel Chapuis (Conservatoire national supérieur de musique et de danse di Parigi), Louis Robilliard, Harald Vogel.
Dal 1996 al 2010 è stata organista alla Cappella Reale di Versailles.
Dal 2006 è membro della Commissione nazionale dei monumenti storici (sezione Organi) presso il ministero della Cultura francese.
Dal 2010 sviluppa una collaborazione regolare con il Conservatorio di Stato Tchaïkovski di Mosca: recital, Master class, partecipazione a Colloqui scientifici internazionali e alla giuria di Concorsi internazionali. È anche invitata come esperto nel settore della costruzione di organi.
Dal 2013 è ricercatore associato presso l'Università Paris 1 Pantheon-Sorbonne, autrice e coordinatrice del progetto Organo, Arti e Scienze.
Marina Tchebourkina si misura con un repertorio di epoche e stili diversi. Ha sviluppato programmi unici in concerto e registrazione, in particolare sul tema Gli Organisti del Re e i loro contemporanei e Musica russa per organo. Ha anche realizzato opere prime francesi barocche manoscritte e non riedite, e creato, in prima mondiale, opere di compositori russi contemporanei.

## Titoli scientifici
1994: dottore in Scienze Artistiche. Tesi: La musica d'organo di Olivier Messiaen sostenuta davanti al Consiglio scientifico del Conservatorio Tchaïkovski di Mosca.
2013: dottore abilitato a dirigere ricerche in Scienze Artistiche. Tesi Arte d'organo barocco francese: musica, fattura, interpretazione sostenuta davanti al Consiglio scientifico del Conservatorio Tchaïkovski di Mosca.

## Discografia
Editore: Natives.

### «Gli Organisti del Re e loro contemporanei» (antologia)
1. Claude Balbastre à Saint-Roch. Marina Tchebourkina e Michel Chapuis – Organo storico della chiesa di Saint-Roch, Parigi. CD I–II. — Paris : Natives, 2002. (EAN 3760075340018)
2. Du Roy-Soleil à la Révolution, Organo della Reale Cappella di Versailles. Marina Tchebourkina – Organo della Cappella Reale di Versailles. — Paris : Natives, 2004. (EAN 3760075340032)
3. Louis Claude Daquin, Opere complete per organo. Marina Tchebourkina – Organo della Cappella Reale di Versailles. — Paris : Natives, 2004. (EAN 3760075340049)
4. Louis Marchand, Opere complete per organo. Marina Tchebourkina – Organo della Cappella Reale di Versailles. CD I–II. — Paris : Natives, 2005. (EAN 3760075340056)
5. François Couperin, Opere complete per organo. Marina Tchebourkina – Organo della Cappella Reale di Versailles. CD I–II. — Paris : Natives, 2005. (EAN 3760075340063)
6. Jean-Jacques Beauvarlet-Charpentier, Opere per organo. Marina Tchebourkina – Organo storico dell'Abbazia Sainte-Croix, Bordeaux. CD I–II. — Paris : Natives, 2007. (EAN 3760075340087)
7. Gaspard Corrette, Opere complete per organo. Marina Tchebourkina – Organo storico dell'Abbazia Saint-Michel-en-Thiérache. — Paris : Natives, 2009. (EAN 3760075340100)
8. Nicolas de Grigny, Opere complete per organo. Marina Tchebourkina – Organi storico dell'Abbazia Saint-Michel-en-Thiérache e Sainte-Croix di Bordeaux. CD I–II. — 2015. (EAN 3760075340148)
9. Jean-Adam Guilain, Opere complete per organo. Marina Tchebourkina – Organo storico dell'Abbazia Saint-Michel-en-Thiérache. — Paris : Natives, 2016. (EAN 3760075340155)
10. Pierre Du Mage, Louis Nicolas Clérambault, Opere complete per organo. Marina Tchebourkina – Organo storico dell'Abbazia Saint-Michel-en-Thiérache. — Paris : Natives, 2019. (EAN 3760075340179)

### «Musica russa per organo» (antologia)
1. Due secoli di musica russa per organo. Marina Tchebourkina – Organo storico della chiesa di Saint-Sulpice, Parigi. CD I–II. — Paris : Natives, 2003. (EAN 3760075340025)
2. Jurij Bucko, Grande Organo Libro. Marina Tchebourkina – Organo storico dell'Abbazia degli uomini, Caen. — Paris : Natives, 2010. (EAN 3760075340117)
3. Dmitrij Dianov, Isolotto, Opere per organo. Marina Tchebourkina – Organo storico dell'Abbazia degli uomini, Caen. — Paris : Natives, 2010. (EAN 3760075340124)
4. Jurij Bucko, Secondo Grande Organo Libro: Immagini russi, Tavoli, Leggende, Storie incredibili e veritiere (dedicato à Marina Tchebourkina). Marina Tchebourkina – Organo della chiesa di Saint-Martin, Dudelange, Luxembourg. — Paris : Natives, 2016. (EAN 3760075340162)

## Principali lavori scientifici
1. (RU)  Чебуркина М. Н. (комментированный перевод). Оливье Мессиан. Техника моего музыкального языка (Olivier Messiaen. Tecnica del mio linguaggio musicale, tradotto da Marina Tchebourkina). — Москва: Греко-латинский кабинет Ю. А. Шичалина, 1995. — 128 с. (ISBN 5-87245-0109).
2. (FR)  M. Tchebourkina. L'orgue de la Chapelle royale de Versailles : À la recherche d'une composition perdue // L'Orgue. — Lyon, 2007. 2007–IV № 280. — P. 3–112 (ISSN 0030-5170).
3. (FR)  M. Tchebourkina. L'Orgue de la Chapelle royale de Versailles, Trois siècles d'histoire. — Paris : Natives, 2010. — 256 p. (ISBN 978-2-911662-09-6).
4. (RU)  Чебуркина М. Н. Французское органное искусство Барокко: Музыка, Органостроение, Исполнительство (Organo barocco francese: Musica, Organari, Interpretazione). — Paris : Natives, 2013. — 848 с. (ISBN 978-2-911662-10-2)[1]